# Ruisseau la Tuque
Ruisseau la Tuque är ett vattendrag i Kanada.   Det ligger i provinsen Québec, i den sydöstra delen av landet, 300 km nordost om huvudstaden Ottawa.
I omgivningarna runt Ruisseau la Tuque växer i huvudsak blandskog. Trakten runt Ruisseau la Tuque är nära nog obefolkad, med mindre än två invånare per kvadratkilometer.